# Nadja Regin
Nadja Regin (Niš, 2 de diciembre de 1931-Londres, 8 de abril de 2019) fue una actriz serbia.

## Biografía
Nació en Niš en el entonces Reino de Yugoslavia. Se graduó en la Academia de Artes Dramáticas de Belgrado y también vio clases en la Universidad de Belgrado. Su carrera como actriz dio inicio cuando aún se encontraba en una edad escolar y se expandió a través de producciones yugoslavas y alemanas, para luego hacer parte de producciones en Inglaterra, Austria y Nueva Zelanda. Es reconocida por sus papeles en series de televisión británica en la década de 1960, y por la película neozelandesa Runaway de 1964.
Actuó en dos películas de la saga del agente secreto James Bond: Desde Rusia con Amor, como amante de Kerim Bey, y haciendo una pequeña aparición en la secuencia precréditos de Goldfinger. Sus créditos en televisión incluyen Los vengadores, Danger Man, El Santo y Dixon of Dock Green.
Luego de su experiencia como actriz, Nadja empezó a escribir. Su novela The Victims and the Fools fue publicada como un ebook bajo el nombre de Nadja Poderegin. También escribió un libro para niños titulado The Puppet Planet y un libro de memorias llamado Recollections.

## Filmografía seleccionada
- Prica o fabrici (1949)
- The Magic Sword (1950)
- Frosina (1952)
- Das Haus an der Küste (1954)
- Roman eines Frauenarztes (1954)
- Esalon doktora M. (1955)
- Der Frontgockel (1955)
- The Man Without a Body (1957)
- Die Unschuld vom Lande (1957)
- Goodbye, Franziska (1957)
- Don't Panic Chaps! (1959) as Elsa
- Blond muß man sein auf Capri (1961)
- Edgar Wallace Mysteries (1962)
- Solo for Sparrow (1962)
- The Fur Collar (1962)
- From Russia with Love (1963)
- Downfall (1964)
- Goldfinger (1964)
- Runaway (1964)